# Ratpenat de peus petits oriental
El ratpenat de peus petits oriental (Myotis leibii) és una espècie de ratpenat de la família dels vespertiliònids. Viu al Canadà, els Estats Units i Mèxic.